# Stig Sjögren
Stig Lennart Sjögren, född 8 augusti 1918 i Växjö stadsförsamling i Kronobergs län, död 16 december 1998 i Burseryds församling i Jönköpings län, var en svensk militär.

## Biografi
Sjögren avlade studentexamen 1938 och officersexamen vid Krigsskolan 1941. Han utnämndes samma år till fänrik vid Kronobergs regemente, där han befordrades till löjtnant 1943 och till kapten 1949. Han studerade vid Krigshögskolan 1950–1952, inträdde i Generalstabskåren 1954 och tjänstgjorde vid staben i I. militärområdet 1956–1959. År 1959 befordrades han till major vid Norra skånska infanteriregementet, varpå han var förste lärare i taktik vid Infanteriets stridsskola 1959–1964, befordrad till överstelöjtnant vid Norra skånska infanteriregementet 1962. Han var utbildningsofficer vid Livregementets grenadjärer 1964–1968, befordrades till överste 1968 och var befälhavare för Umeå försvarsområde 1968–1974. Sjögren var ställföreträdande chef för Norra Smålands regemente 1974–1976, varpå han befordrades till överste av första graden 1976 och var regementschef tillika befälhavare för Jönköpings försvarsområde 1976–1978.

## Utmärkelser
- Riddare av Svärdsorden, 1960.[5]